# 外屏二
外屏二（ε Psc，双鱼座ε）是双鱼座的一颗黄橙恒星，距离地球约190光年。它的光谱型为G9III或K0III，这说明它的表面温度约为5,000开。它是一颗普通的巨星，比太阳表面温度稍低，但是比太阳更亮、更大。 它被怀疑是是一个双星系统，两颗成员星有相同的星等，两星距离0.25弧秒。